# Батешти (Прахова)
Батешти (рум. Bătești) насеље је у Румунији у округу Прахова у општини Брази. Oпштина се налази на надморској висини од 120 m.

## Становништво
Према подацима из 2002. године у насељу је живело 1724 становника, од којих су сви румунске националности.